# Новоильинск (Бурятия)
Новоильи́нск — село (в 1973—2004 гг. — посёлок городского типа) в Заиграевском районе Бурятии. Административный центр сельского поселения «Новоильинское».
Население — 4032 чел. (2021).

## География
Расположено на обоих берегах реки Ильки, в 40 км к юго-востоку от посёлка Заиграево, на Транссибирской магистрали и Кижингинском тракте (часть региональной автодороги 03К-010 Улан-Удэ—Заиграево—Кижинга—Хоринск). На левом берегу Ильки находится ж/д станция Новоильинский ВСЖД. На юг от села отходит региональная автодорога Бурятии 03К-013 (Новоильинск — Горхон — Кижа — граница с Забайкальским краем), следующая в Петровск-Забайкальский, расстояние до которого — 52 км.

## История
Станция Новоильинский введена в эксплуатацию в 1900 году по окончании строительства Забайкальской линии Транссибирской магистрали (1895—1900).
В советское время в посёлке Новоильинске работал шпалозавод, располагалось управление крупного Хандагатайского леспромхоза, находилась станция Карымка (открыта в 1934), откуда отходила на восток крупнейшая до 2000 года в России Хандагатайская узкоколейная железная дорога, последние участки которой были разобраны в 2004 году на металлолом.
22 марта 1973 года населённый пункт Новоильинск отнесён к категории рабочих посёлков.
12 февраля 2004 года рабочий посёлок Новоильинск преобразован в сельский населённый пункт.

## Население
| 1979 | 1989  | 2010  | 2021  |
| ---- | ----- | ----- | ----- |
| 5484 | ↗6116 | ↘4700 | ↘4032 |

## Инфраструктура
Республиканский межотраслевой техникум, агротехнический лицей, средняя общеобразовательная школа, детский сад, Дом культуры, библиотека, участковая больница, почтовое отделение.

## Религия
Православная церковь в честь иконы Казанской Божией матери — основана в 2011 году.

## Экономика
Заготовка и переработка леса, железнодорожная станция Новоильинский.